# Ota Šafránek
Ota Šafránek, vlastním jménem Otto Passer (18. února 1911, Praha – 28. října 1980, tamtéž) byl český redaktor, prozaik a dramatik, autor knih pro děti a mládež.

## Život a dílo
Pocházel z rodiny obchodníka s konfekcí. Roku 1930 po maturitě nepokračoval z finančních důvodů ve studiu a věnoval se nejprve obchodu a pak se stal berním úředníkem. Po roce 1945 pracoval v kulturní komisi Ústřední rady odborů, do roku 1946 byl redaktorem časopisu Vpřed a pak působil v nakladatelství Orbis. Od roku 1949 pracoval jako dramaturg v Divadle Na Fidlovačce, pak v pražském Varieté a od roku 1951 v Divadle státního filmu. Od roku 1953 byl redaktorem a v letech 1954–1955 šéfredaktorem časopisu Divadlo. Poté byl spisovatelem z povolání s výjimkou let 1957–1961, kdy byl šéfredaktorem časopisu Dikobraz.
Debutoval roku 1940 psychologickou novelou Svatební dar. Po skončení války se věnoval především literatuře pro děti a mládež (naučné knihy, moderní pohádky i dobrodružné příběhy). Jako dramatik se snažil o vytvoření nového dramatu, které by politicky podporovalo budování komunistické společnosti. Jeho dílo doplňují dva překlady ze slovenštiny.

### Próza
- Svatební dar (1940), novela o synovi hledajícím po letech svého otce.
- Pohodlný Klaudián (1942), román, ve kterém se proti sobě staví zahálčivý život a snaha zaujmout odpovědné místo v životě.
- Než vypluje loď (1947), povídka pro děti popularizující dvouletý hospodářský plán, zdramatizováno.
- Jak trpaslík rostl (1947), pohádka.
- Bosí rytíři (1947), dobrodružná povídka pro mládež s detektivní zápletkou, o skupině žižkovských chlapců z doby předmnichovské republiky, roku 1958 přepracováno.
- Pohádky osmi večerů (1948), pro děti.
- Proč v květnu padal sníh (1948), pro děti.
- Krásná Vladíkova loď (1956), povídka pro děti.
- Dcera v Londýně (1963), satirická povídka.
- Povídání na usnutí (1964), pohádky pro děti.
- Jsem Ge, muž z Mooha (1965), science-fiction pro děti.
- Větší počet tanečnic (1965), povídka o ženách, živících se obveselováním pánů v nočních podnicích.
- Silvestr v šesti (1966), povídka, líčící v dramatické zkratce osudy tří generací, jejich myšlení a cítění.
- Tmo, kdo tam v tobě je? (1967), pohádka pro děti o holčičce, co se bojí tmy.
- Větší počet tanečnic (1967), soubor povídek a novel, líčících v retrospektivě prostředí někdejších pražských nočních podniků a také osudy lidí, kteří se nechtěli zapojit do nového života ve vlasti a vsadili na pochybné vyhlídky v zahraničí. Obsahuje novely a povídky Větší počet tanečnic, Dcera v Londýně, Už nikdy nikde a Originál hra pro dva.
- Evergreen aneb Jedinečné třeštění (1968), detektivní příběh, v němž se pátrá po nezvěstné dívce, milující společnost bezstarostných mužů.
- Firma Hrášek a Bernardýn (1970), pohádkový román o jedenáctiletém chlapci, který najde ztraceného bernardýna.
- Polštář plný příběhů (1971), pohádkové příběhy pro děti.

### Divadelní hry
- Červencová noc (1947), hráno též s titulem Ohnivý dělník), hra o poslední noci Mistra Jana Husa.
- Oni bez vyznamenání (1948).
- Muzikantská Liduška (1949), libreto k operetě Jiřího Julia Fialy na motivy povídky Vítězslava Hálka, společně s Vlastimilem Školaudym.
- Čest poručíka Bakera (1950), hráno též s titulem Ráno startují letadla, hra „nastavující zrcadlo americkému imperialismu“.[1]
- Zvíře v paláci (1950).
- Růžové poupě (1952), pohádková divadelní hra pro děti.
- Vlastenec (1953), hra o Josefovi Kajetánu Tylovi.
- Kudy kam? (1954), hráno též s titulem Rozkvétající ženy nebo Dáme se rozvést, komedie řešící problém péče o domácnost v rodinách, kde i žena je zaměstnána a účastní se veřejného života.
- Pohádka z Kampy (1956), komedie, příběh milenecké dvojice.
- Krejčovská pohádka aneb Sedm jednou ranou (1959) pohádková divadelní hra pro děti.
- Doba hvězdoplavců (1961), hra pro ochotnické divadlo.
- Mistr Kodet doma (1966), rozhlasová hra.
- Pražské tetinky a jejich zpustlé mravy (1974), podle Václava Klimenta Klicpery.
- Střelba na reklamního textaře (1978), komedie.

V knihovně Divadelního ústavu jsou uloženy texty autorových her Osmina důstojníka, Pásla panenka páva a Podúředník Pršala (vše bez vročení).

### Překlady
- 1954 – Magda Matušíková: Kristína, divadelní hra, společně s Alenou Urbanovou.
- 1954 - Jozef Gregor-Tajovský: Statky – zmatky, divadelní hra, společně s Dagmar Gregorovou.

## Filmové scénáře a adaptace
- Hotovo, jedem! (1946), scénář k animovanému filmu režiséra Eduarda Hofmana, společně s režisérem.
- Noc v obrazárně (1948), scénář k loutkovému filmu, režie Arnošt Továrek.
- Kudy kam? (1956), film pole autorovy divadelní hry, režie Vladimír Borský, spolupráce na scénáři.
- Slitování, Světlano! (1962), scénář k televiznímu filmu, režie Jaroslav Novotný.
- Rohová hospoda (1965), scénář k televiznímu filmu podle vlastní povídky Dcera v Londýně, režie Jaroslav Dudek.
- Silvestr v šesti (1967), scénář k televiznímu filmu podle vlastní povídky, režie Jaroslav Dudek.